# Gemeinschaft nicht-anerkannter Staaten

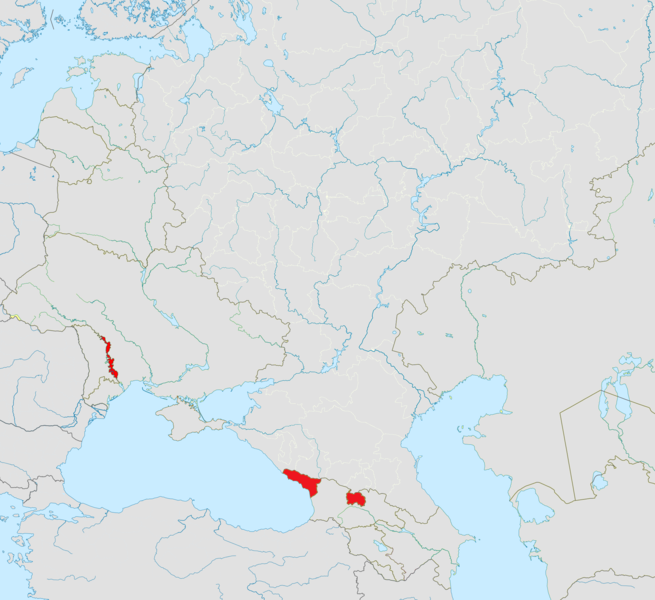
Die Mitglieder der Gemeinschaft. Von West nach Ost: Transnistrien, Abchasien, Südossetien

Die Gemeinschaft nicht-anerkannter Staaten (russisch Содружество непризнанных государств Sodruschestwo neprisnannych gossudarstw) ist ein Zusammenschluss der nach dem Zerfall der Sowjetunion entstandenen, vom Großteil der internationalen Gemeinschaft nicht anerkannten De-facto-Regime Abchasien, Südossetien, Transnistrien und – in loserer Form bis zu dessen durch Aserbaidschan erzwungenen territorialen Auflösung 2023 – Arzach.

## Bezeichnungen
Die Organisation ist auch als Gemeinschaft für Demokratie und Rechte von Nationen bekannt (englisch Community for Democracy and the Rights of Nations, CDRN). Von den beteiligten Republiken wird sie offiziell als Gemeinschaft für Demokratie und die Rechte der Völker bezeichnet (russisch Сообщество «За демократию и права народов» Soobschtschestwo „Sa demokratiju i prawa narodow“). 
Die Abkürzung für den russischen Namen Содружество непризнанных государств („Gemeinschaft nicht-anerkannter Staaten“) würde СНГ (SNG) lauten. Diese wird jedoch gemieden, da СНГ (SNG) auch die Abkürzung für Содружество Независимых Государств ist (russisch für die Gemeinschaft Unabhängiger Staaten). Stattdessen wird manchmal das Kürzel СНГ-II (SNG-2) verwendet.
Der Vizesprecher der Duma, Sergei Baburin, nannte das Bündnis im Jahr 2006 „ANTIGUAM“.

## Mitgliedschaft und Stellung Arzachs
Die Vereinigung wurde 2001 in der arzachischen Hauptstadt Stepanakert ins Leben gerufen. Die Republik Arzach selbst trat 2004 zunächst aus der Gemeinschaft aus, nahm ab 2007 jedoch wieder an ihrer Arbeit teil. Die politische Elite Arzachs wollte sich nicht eindeutig pro-russisch positionieren, daher hatte Arzach eine ambivalente Stellung zu dem Bündnis. So beteiligte sich das arzachische Parlament auch nicht an der Parlamentarischen Versammlung der Gemeinschaft nicht-anerkannter Staaten.

## Vereinzelte Anerkennungen
Seit August 2008 werden zwei der vier Staaten – Abchasien und Südossetien – von Russland, Nicaragua, Venezuela und Nauru offiziell anerkannt. Beide waren von 2011 bis 2014 auch noch von Tuvalu anerkannt, Abchasien allein im selben Zeitraum auch von Vanuatu. Auch die zur Republik Moldau gehörende autonome Republik Gagausien hat Südossetien und Abchasien anerkannt.
Arzach begrüßte zwar die Anerkennung Südossetiens und Abchasiens durch Russland, die russische Regierung stellte jedoch klar, dass der Fall Arzach anders liege und eine Anerkennung Arzachs daher zunächst nicht in Frage komme. Selbst Armenien, ohne dessen militärischen Beistand sich Arzach nicht hätte von Aserbaidschan lösen und für unabhängig erklären können, hat Arzach nicht offiziell anerkannt, wollte sich diese Option aber ausdrücklich offenhalten, was aber mit der territorialen Auflösung obsolet wurde.
Durch eine aktivere Außenpolitik im GUS-Raum versucht die Regierung Südossetiens, die Bedeutung des kleinen Landes für Russland zu steigern.